# Rhipicephalus exophthalmos
Rhipicephalus exophthalmos är en fästingart som beskrevs av James E. Keirans och Walker 1993. Rhipicephalus exophthalmos ingår i släktet Rhipicephalus och familjen hårda fästingar. Inga underarter finns listade i Catalogue of Life.